# Severin Lüthi

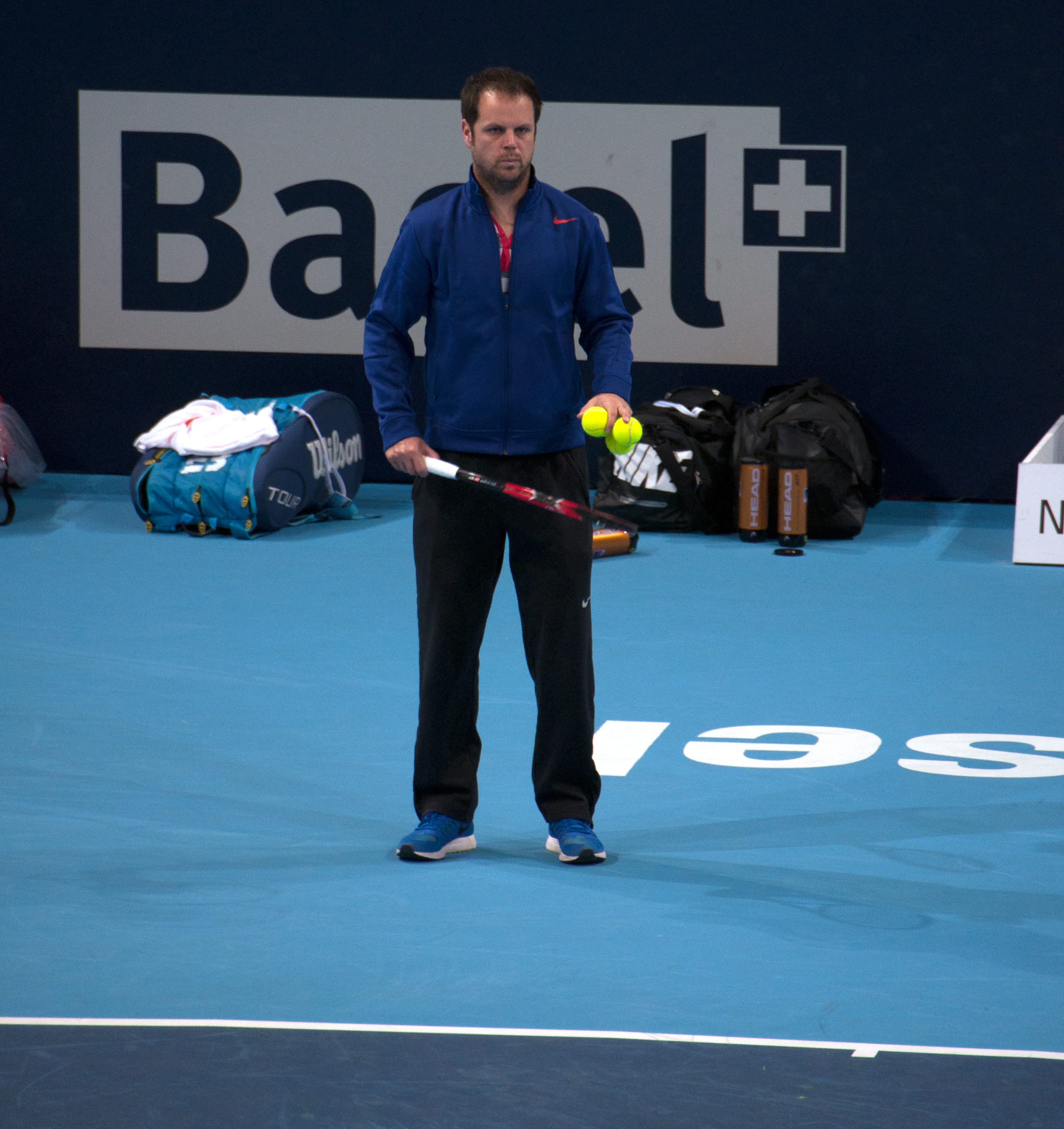
Severin Lüthi 2014 bei den Basel Swiss Indoors

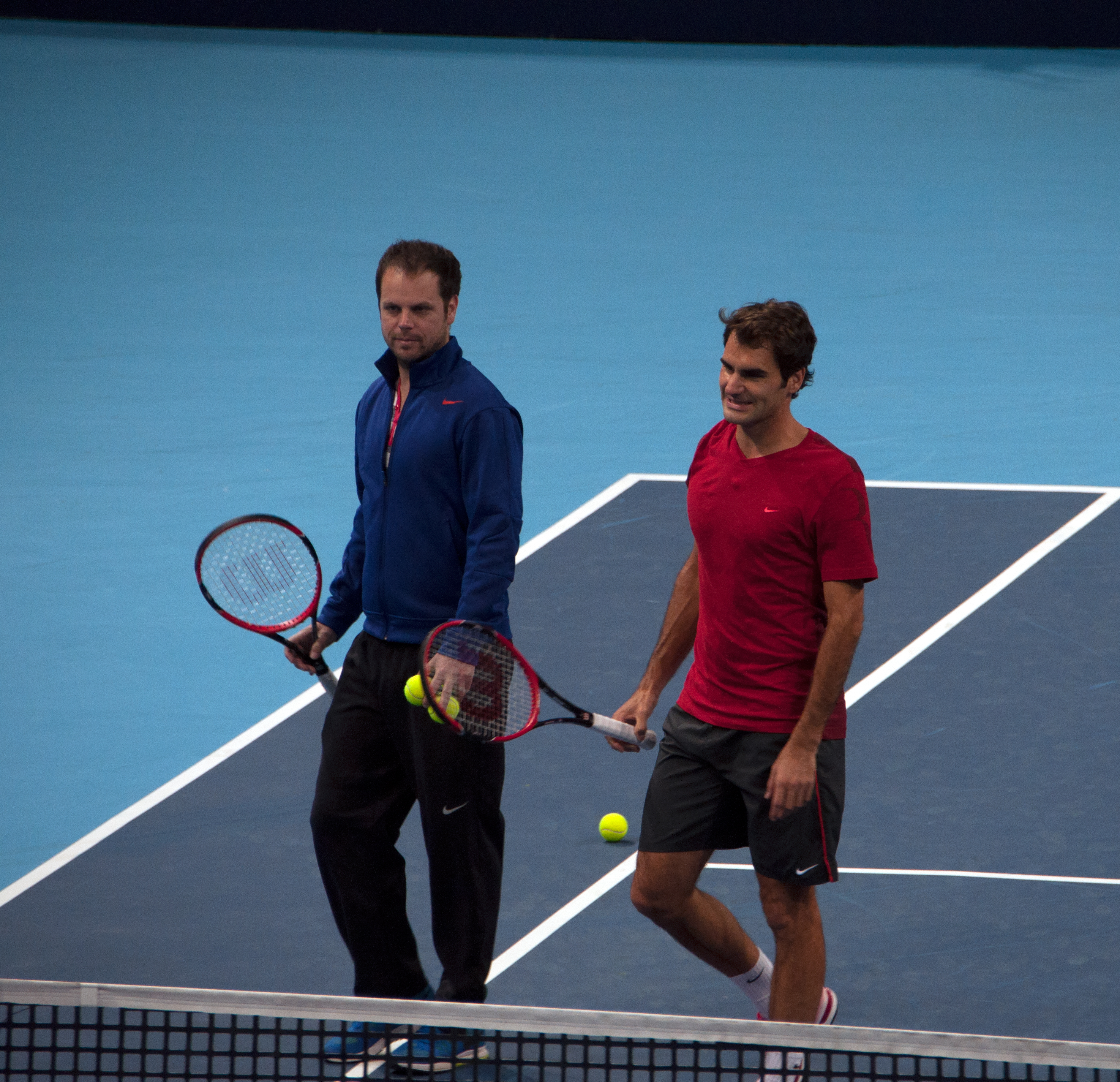
Severin Lüthi an den Swiss Indoors beim Training mit Roger Federer

Severin Lüthi (* 5. Januar 1976 in Bern) ist ein ehemaliger Schweizer Tennisspieler. Er war über viele Jahre Trainer bzw. Co-Trainer von Roger Federer.

## Werdegang
Lüthi wuchs in Stettlen bei Bern auf. Als Jugendspieler gewann er beim Orange Bowl gegen den späteren Topspieler Gustavo Kuerten. Mit 17 Jahren war er bereits Schweizer Meister bei den Herren und kam zum Grasshopper Club Zürich, wo er für die erste Mannschaft spielte. Er wurde auch Sparringspartner der Schweizer Fed-Cup-Mannschaft sowie von Martina Hingis. Er beendete die Schule, um Profi zu werden, brach seine Karriere aber bereits mit 20 Jahren ab und arbeitete im Betrieb eines Freunds seines Vaters. Nach dem Erwerb der Hochschulzulassung schrieb er sich an der Hochschule Bern für Wirtschaft ein. Er brach das Studium jedoch ab.
Seit Sommer 2007 begleitete Lüthi Roger Federer auf der ATP Tour. Bei vier Grand-Slam-Titeln Federers war er alleiniger Coach. Zusammen mit José Higueras und Paul Annacone gewann Federer zwei weitere Titel. Von Januar 2014 bis Dezember 2015 teilte sich Lüthi zwei Jahre den Trainerposten mit Stefan Edberg. In dieser Zeit gewann Federer weitere elf Titel. Nach der Saison 2015 trennte sich Federer von Edberg und von Januar 2016 bis 2022 bildeten Lüthi und der ehemalige Profi Ivan Ljubičić das Trainerteam. Zwischen Dezember 2023 und Februar 2024 war Lüthi kurzzeitig Teil des Trainerteams von Holger Rune.
Bereits 2002 stiess er als Assistenztrainer zur Schweizer Davis-Cup-Mannschaft. 2005 wurde er dann selbst Teamchef und er war auch 2014 Kapitän der Mannschaft, die erstmals den Davis Cup gewann.

## Ehrungen
- Schweizer Trainer des Jahres: 2017